# Hussein Mwinyi
Hussein Ali Mwinyi (23 december 1966) is een Tanzaniaans politicus. Hij is sinds 3 november 2020 de president van Zanzibar.
Mwinyi studeerde geneeskunde aan de universiteit van Marmara in Istanboel en vervolgens aan het Hammersmith Hospital in Londen. Van 2000 tot 2020 was Mwinyi lid van het Tanzaniaanse parlement. Hij diende als Tanzaniaans minister van Defensie (2008-2012 en 2014-2020) en minister van Volksgezondheid (2012-2014). In 2020 werd Mwinyi gekozen tot president van Zanzibar.
Hussein Mwinyi is een zoon van de voormalige Tanzaniaanse president Ali Hassan Mwinyi. 